# Cytodiscula carnea
Cytodiscula carnea är en svampart som beskrevs av Petr. 1931. Cytodiscula carnea ingår i släktet Cytodiscula, divisionen sporsäcksvampar och riket svampar.   Inga underarter finns listade i Catalogue of Life.